# Zasady wymiaru kary
Zasady wymiaru kary – zasady wyznaczające ramy dla konkretnego wymiaru kary, określone w Konstytucji oraz w Kodeksie karnym. Wynikają głównie z funkcji gwarancyjnej prawa karnego. Dzieli się je na zasady ogólnoustrojowe i zasady kodeksowe.

## Zasady ogólnoustrojowe

### Zasada poszanowania godności człowieka
Sprawcy przestępstwa nie wolno traktować przedmiotowo ani w sposób poniżający.

### Zasada humanitaryzmu polityki karnej
Sąd przy wymiarze kary lub innych środków ma szanować godność osoby karanej. Wiąże się z nią nakaz traktowania kary pozbawienia wolności jako ultima ratio. Z zasadą humanitaryzmu związany jest zakaz stosowania tortur i okrutnego traktowania.

### Zasada równości wobec prawa
W przypadku przestępstw popełnionych we współdziałaniu zakazuje bezzasadnego różnicowania sytuacji współdziałających (wyjątek: jeżeli zróżnicowanie wynika z odmiennej zawartości bezprawia popełnionych czynów lub okoliczności związanych z osobą sprawcy).

### Zasada proporcjonalności
Ograniczenia w zakresie korzystania z konstytucyjnych wolności i praw mogą być ustanawiane tylko w ustawie i jedynie wtedy, gdy są konieczne w demokratycznym państwie prawnym dla jego bezpieczeństwa, porządku publicznego, ochrony środowiska, zdrowia, moralności publicznej albo wolności i praw innych osób. Każda kara, nie tylko pozbawienia wolności, ma być traktowana jako ultima ratio.

## Zasady kodeksowe

### Zasada swobodnego uznania sędziowskiego w granicach określonych w ustawie
Zasada ściśle związana z zasadą niezawisłości sędziowskiej i niezależności sądów. Kodeks karny przyznaje sędziemu swobodne uznanie w wymiarze kary lub środka karnego w granicach przewidzianych przez ustawę. Sąd może poruszać się w granicach oznaczonych dolną i górną granicą zagrożoną sankcją. Ograniczony jest okolicznościami jak w szczególności:
- motywacja i sposób zachowania się sprawcy,
- popełnienie przestępstwa wspólnie z nieletnim,
- rodzaj i stopień naruszenia ciążących na sprawcy obowiązków,
- rodzaj i rozmiar ujemnych następstw przestępstwa,
- właściwości i warunki osobiste sprawcy,
- sposób życia przed popełnieniem przestępstwa i zachowanie się po jego popełnieniu,
- dążenie do naprawienia szkody lub zadośćuczynienia w innej formie społecznemu poczuciu sprawiedliwości,
- zachowanie się pokrzywdzonego.

### Zasada winy
Okoliczności wpływające na stopień winy:
- możliwość rozpoznania znaczenia czynu warunkowana poziomem rozwoju intelektualnego, emocjonalnego i społecznego sprawcy, jego stanem wiedzy i doświadczeniem życiowym,
- możliwość podjęcia decyzji zgodnego z prawem zachowania,
- możliwość faktycznego sterowania swoim postępowaniem w wykonaniu podjętej decyzji.

Czynniki zwiększające winę sprawcy:
- bezwzględność lub podstęp,
- użycie intensywnej przemocy lub niebezpiecznego przedmiotu,
- znaczna brutalność lub okrucieństwo albo szczególna zuchwałość,
- działanie wspólnie z nieletnim lub publicznie,
- uporczywe dążenie do osiągnięcia przestępczego celu,
- brak jakichkolwiek skrupułów moralnych w przestępnym działaniu.

Okoliczności zmniejszające stopień winy sprawcy:
- ograniczona poczytalność sprawcy[1],
- niepatologiczne zakłócenia czynności psychicznych (jak np. stres czy brak snu) wykluczające na możliwość rozpoznania czynu i pokierowania przez sprawcę swoim postępowaniem,
- działanie w warunkach zaskoczenia,
- stan silnego wzburzenia usprawiedliwiony okolicznościami,
- niekiedy niedoświadczenie sprawcy, choroba alkoholowa, uzależnienie się od środków odurzających, negatywny wpływ środowiska.

### Zasada społecznej szkodliwości
Szkodliwość społeczną czynu ustala się osobno w każdym przypadku. Oceniając społeczną szkodliwość sąd bierze pod uwagę:
- rodzaj i charakter naruszonego dobra,
- rozmiary wyrządzonej lub grożącej szkody,
- sposób i okoliczności popełnienia czynu,
- wagę naruszonych przez sprawcę obowiązków,
- postać zamiaru,
- motywację sprawcy,
- rodzaj naruszonych reguł ostrożności i stopień ich naruszenia.

### Zasada oznaczoności kar i środków karnych
Sąd orzekając karę lub środek karny ma obowiązek wyznaczyć dokładnie rodzaj kary (środka) oraz jej wysokość (wymiar).